# Présupposition
En linguistique la présupposition (ou présupposé) est un type d'inférence pragmatique, c'est-à-dire une information qu'on peut tirer d'un énoncé. Une personne présuppose une information lorsqu'elle tient une information pour acquise. Par exemple, dans la phrase "Mon amie a arrêté de fumer", on présuppose que l'amie a fumé par le passé; cette information est tenue pour acquise et n'a pas besoin d'être explicitée.  
Le linguiste Oswald Ducrot parle de « présupposé » pour l’information tenue pour acquise (<mon amie fumait auparavant>) et de « posé » pour l’assertion principale (<mon amie a arrêté de fumer>), remise en cause ou niée par la forme interrogative ou la négation.
En général, une présupposition devrait faire partie de ce qu'on appelle le savoir partagé énonciatif. Il s'agit de l'ensemble des phrases qui ont été dites et acceptées par les interlocuteurs dans la conversation. Cependant, il arrive qu'une personne présuppose une information qui n'était pas connue de son interlocuteur et que son interlocuteur l'accepte sans y prêter attention. On parle alors d'accommodation.  
La propriété la plus saillante des présuppositions est qu'un présupposé est préservé lorsque la phrase dans laquelle il se trouve est niée, interrogée, ou mise sous certaines conditions.

## Contexte: parmi les autres types d'inférences

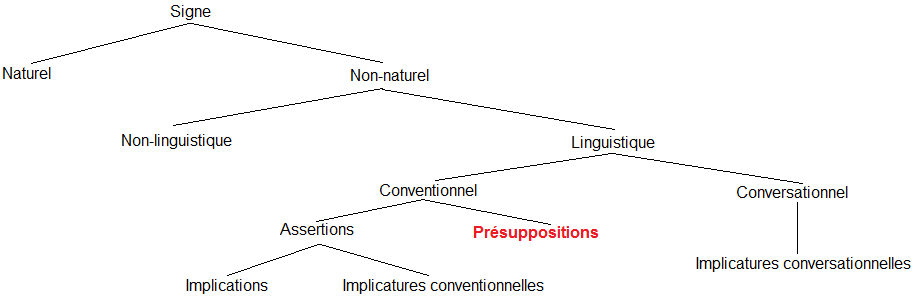
Schéma représentant la hiérarchie des types d'inférences, en partant du signe.

Une inférence est le terme générique utilisé pour parler de n'importe quelle information retirée d'un énoncé. Les inférences sont catégorisées selon leur type de sens, soit le sens conventionnel ou le sens conversationnel. Les présuppositions entrent sous la catégorie du sens conventionnel, où elles sont à distinguer des assertions, des implications et des implicatures conventionnelles.  

### Sens conventionnel
Il s'agit du sens primaire, donc de la signification d'une proposition indépendamment de son contexte d’énonciation. Le sens conventionnel est régi par des conventions linguistiques (grammaticales, lexicales, etc.) et non par des éléments contextuels. C’est ce qui relève généralement de la sémantique.  
Le sens conventionnel est divisé en deux types d'inférences, c'est-à-dire les assertions et les présuppositions. Les assertions elles-mêmes se subdivisent en deux catégories, les implications et les implicatures conventionnelles.  

#### Assertion
C’est le thème central de la phrase, autrement dit le contenu principal affirmé par le locuteur. 

##### Implication
Cela fait partie du sens littéral d'un énoncé; en bref, il s'agit de ce qui est impliqué par les mots d'une phrase, au sens commun du terme. 
Par exemple, « Annabelle possède un labrador » implique qu'Annabelle a un chien.

##### Implicature conventionnelle
C'est l'inférence qui découle logiquement d’un énoncé et qui n'est pas le point principal de la phrase.
Par exemple, « J’ai arrêté de prendre le bus » implicite que je me déplace maintenant autrement qu’en bus.

### Sens conversationnel
Le sens conversationnel d'une proposition est secondaire; il varie en fonction de son contexte énonciatif. Ce dernier renvoie aux éléments non linguistiques de l’énoncé, comme le contexte dans lequel l’énoncé est prononcé ou l’intention du locuteur, qui se manifeste par le choix des mots, les gestes, les intonations, etc. C’est ce qui relève généralement de la pragmatique.     

#### Implicature conversationnelle
C’est le sens non littéral ou implicite d’un énoncé, ce qu'on peut déduire par rapport au contexte mais qui ne peut être lié au sens des mots dans un phrase.
Par exemple, « Il fait froid tout à coup! » peut impliciter que le locuteur désire que son interlocuteur ferme la fenêtre s'il regarde tour à tour la fenêtre et l’interlocuteur avec insistance.   
Les inférences du sens conventionnel et du sens conversationnel fournissent alors ensemble le sens complet d’un énoncé.

## Définition
La présupposition est un type d'inférence conventionnelle, qui se distingue de l'assertion, qui fait partie du savoir partagé énonciatif et qui peut donner lieu à l'accommodation. Une présupposition sémantique, dans une conversation, est une information qui n’est pas dite, mais que le locuteur considère comme connue de la part de son interlocuteur, ce qui ne l’oblige pas à la spécifier. Autrement dit, une présupposition est une proposition secondaire implicite. Pour qu'un énoncé soit vrai, ses présuppositions doivent l’être aussi. 
La caractéristique la plus saillante des présuppositions est qu'elle résiste à la négation. La définition formelle est donc: 
« P présuppose Q si et seulement (i) si P est vrai, Q est vrai et (ii) si P est faux, Q est vrai . »

### Savoir partagé énonciatif
La présupposition doit faire partie de ce qu'on appelle le savoir partagé énonciatif (informations d’arrière-plan ou background). Celui-ci se définit comme l’ensemble de toutes les propositions déjà énoncées et acceptées par deux personnes (ou plus) dans une conversation. 
Par exemple, l’énoncé « Marie a vu le frère d'André à la pharmacie aujourd’hui » laisse entendre que le savoir partagé énonciatif des deux individus qui discutent contient au moins les propositions énoncées et acceptées suivantes : « André a au moins un frère » et « Marie a déjà vu le frère d'André (ce qui lui permet de le reconnaitre) ».

### Accommodation
Il arrive qu'une proposition ne fasse pas partie du savoir partagé, mais que l’interlocuteur accepte tout de même l’information sans la relever dans la conversation. On parlera alors d’accommodation. 
Par exemple, dans l’énoncé « Marie a vu ton frère à la pharmacie aujourd’hui », la présupposition accommodée serait « Marie est allée à la pharmacie aujourd’hui ».
Une présupposition qui ne se trouve pas dans le savoir partagé et qu'un locuteur refuse d'accommoder provoque une réponse ressemblant à « Quoi? Je ne savais pas que... ».

## Types de présuppositions
Il existe plusieurs types de présuppositions, qu'on peut distinguer par les déclencheurs, soit le mot ou le groupe de mots qui déclenchent la présupposition. 

### Article défini
L’article défini présuppose l’existence et l’unicité (∃) de l’entité en question, c’est-à-dire le fait que l’individu est unique parmi les possibilités, donc qu’il existe un seul référent possible. 
Par exemple, « J’ai rencontré le garçon au restaurant hier » présuppose que j’ai rencontré un garçon en particulier et que c’est de ce garçon seulement que je parle, pas d’un autre.
Les déterminants possessifs et les noms propres entrent également dans cette catégorie. 

### Phrases clivées
Une phrase clivée se définit par l’encadrement de son sujet par « c’est...qui ». Le clivage sert à introduire une information nouvelle qui précisera l’énoncé et qu’on appellera focus.
Dans l'exemple « C’est Marie qui a brisé le crayon », la présupposition est quelqu’un a brisé le crayon et le focus, l’information nouvelle, est Marie. 

### Verbes factifs
Un verbe factif est un verbe qui présuppose la réalité de son complément. Dans cette catégorie, on retrouve des verbes comme regretter, se réjouir, réaliser, savoir, etc. 
Par exemple, lorsqu'on dit : « Je regrette d’avoir mangé le dernier chocolat », cela présuppose qu’on a effectivement mangé le chocolat. 

### Verbes comprenant une phase préparatoire
Certains verbes présupposent une action par leur structure indépendamment de leur usage dans la phrase et de leur contexte d’énonciation. La présupposition se rattache alors au sujet de l’action qui est désignée par le verbe de la phrase. 
Par exemple, « J’ai gagné la compétition de danse de mon école » présuppose que j’ai dû participer à la compétition de danse de mon école avant de la gagner.

## Tests pour différencier les types d'inférences
Tous les énoncés permettent la déduction d’un certain nombre d’inférences qui appartiennent à différentes classes (implicatures conversationnelles, implications, implicatures conventionnelles et présuppositions). Pour différencier les classes, on doit d’abord dégager des inférences possibles pour un énoncé. 
Prenons pour exemple l'énoncé « John, qui est intelligent, a arrêté de fumer ».
Voici une liste non exhaustive des inférences qui peuvent être tirées de cet énoncé:
1. John fumait.
2. John est intelligent.
3. John ne fume plus.
4. Il existe un homme nommé John.
5. La personne qui parle trouve que les personnes qui fument ne sont pas intelligentes.

### Test 1: différencier les implicatures conversationnelles des assertions
Il faut ajouter l'inférence niée à la suite de l'énoncé dont on teste les inférences. Si l’énoncé modifié est sémantiquement contradictoire, l’inférence testée est une assertion. Si l'énoncé modifié n'est pas sémantiquement contradictoire, il s'agit d'une implicature conversationnelle. 
Reprenons l’exemple de John le fumeur mentionné plus haut. 
Énoncé de base: John, qui est intelligent, a arrêté de fumer. 
Énoncé modifié: John, qui est intelligent, a arrêté de fumer + [inférence testée négativisée].  
1. John, qui est intelligent, a arrêté de fumer, mais il ne fumait pas.                                                               Contradictoire: assertion
2. John, qui est intelligent, a arrêté de fumer, mais il n’est pas intelligent.                                                       Contradictoire: assertion
3. John, qui est intelligent, a arrêté de fumer, mais il fume encore.                                                                 Contradictoire: assertion
4. John, qui est intelligent, a arrêté de fumer, mais John n’existe pas.                                                            Contradictoire: assertion
5. John, qui est intelligent, a arrêté de fumer, mais je trouve que les personnes qui fument sont intelligentes.    Non contradictoire: implicature conversationnelle

Nous avons ici quatre inférences qui sont des assertions. Le prochain test permet de distinguer deux sous-types d'assertions: les implications et les informations secondaires. 

### Test 2: différencier les implications et les informations secondaires
Il faut tourner l’énoncé testé à la négative (il en résulte un énoncé modifié). Si une inférence de l’énoncé de base reste valide dans l’énoncé modifié, il s’agit d’une information secondaire. Si l’inférence de l’énoncé de base ne survit pas dans l'énoncé modifié, c’est-à-dire si elle vient la contredire sémantiquement, il s’agit alors de l’implication, le point principal.
Énoncé de base: John, qui est intelligent, a arrêté de fumer. 
Énoncé modifié : John, qui est intelligent, n’a pas arrêté de fumer.
1. John fumait.                                     Encore valide: information secondaire
2. John est intelligent.                          Encore valide: information secondaire
3. John ne fume plus.                           Désormais faux: implication
4. Il existe un homme nommé John.      Encore valide: information secondaire
5. Implicature conversationnelle.

L’information « John ne fume plus » est donc le point principal, l’implication de l’énoncé de base. Un dernier test permet de distinguer les différents types d'informations secondaires: les implicatures conventionnelles et les présuppositions. 

### Test 3: différencier les implicatures conventionnelles et les présuppositions
Il faut se demander « Est-ce une information déjà connue ? » pour toutes les informations secondaires, c'est-à-dire toutes les inférences qui n'ont pas déjà été classées comme des implicatures conversationnelles ou des implications. Si la réponse est non, il s’agit d’une implicature conventionnelle. Si oui, il s’agit d’une présupposition.
1. John fumait.                                     Information déjà connue: présupposition
2. John est intelligent.                           Information nouvelle: implicature conventionnelle
3. Implication.
4. Il existe un homme nommé John.      Information déjà connue: présupposition
5. Implicature conversationnelle

L'énoncé de base "John, qui est intelligent, a arrêté de fumer" possède donc deux présuppositions: "John fumait" et "Il existe un homme nommé John". 

## Propriétés

### Négation
La présupposition et l’implication peuvent être confondues. Toutefois, elles divergent en des points importants. 
Le cas de la négation montre bien le caractère distinct de l’implication et de la présupposition. En fait, l’implication d’une phrase ayant une négation descriptive peut être annulée, alors que ce n’est pas le cas pour la présupposition. 
Prenons ainsi la phrase (1), niée en (2). La phrase (1) implique nécessairement (a), mais la phrase 2 non; au contraire, les deux phrases présupposent (b).  
(1) J'ai mangé le dernier chocolat.
(2) Je n'ai pas mangé le dernier chocolat.
(a) J'ai mangé du chocolat.
(b) Il y avait effectivement du chocolat à manger.
Le seul cas où la présupposition peut être annulée est celui des phrases ayant une négation dite métalinguistique, à savoir une négation qui a une portée plus large que la négation descriptive. Contrairement à la négation descriptive, la négation métalinguistique n’est pas vériconditionnelle, c’est-à-dire qu’elle ne procède pas en fonction de conditions de vérité. Seule une phrase ayant une présupposition vraie peut être dite vraie ou fausse (voir aussi P. F. Strawson). 
Par exemple, la phrase « Le président du Québec est honnête » contient une présupposition fausse (il n’y a pas de président du Québec) et ne peut donc pas être évaluée comme étant vraie ou fausse. 

### Interrogation
Il est intéressant de voir que la structure interrogative apporte de nouvelles informations sur les présuppositions. Par exemple, les phrases interrogatives suivantes ont une présupposition inhérente.
(1) Quand reviens-tu du concert ?          Présupposition : Tu es allé à un concert.
(2) Pour quelle raison es-tu triste ?        Présupposition : Tu es triste.
La présupposition doit être en correspondance avec la question, sinon la phrase est agrammaticale. La nouvelle information qui est apportée est appelée « focus-présupposition ». La réponse partage ainsi avec la question la même présupposition.

## Analyse de Russell
Bertrand Russell, mathématicien, philosophe, logicien (et même écrivain moraliste), s’est intéressé à la présupposition, appréhendée dans le cadre d’une analyse formelle. En se fondant sur des postulats issus du logicisme et de l’atomisme logique (doctrines philosophiques), Russell analyse la notion de présupposition par rapport à l’existence et à l’unicité du sujet de la phrase, semblable à la présupposition de l’article défini. Le but général de l’analyse logique de Russell est d’aller au-delà du langage naturel, puisqu’il considère que l’essence du langage, qui est logique, est cachée sous l’apparence trompeuse de la forme grammaticale des propositions. 
Russell fonde son analyse sur les relations qui existent entre les éléments contenus dans une même proposition. Il décompose celle-ci en ses constituants ultimes, qu’il nomme les atomes, et qu’il identifie en trois sortes d’éléments : le particulier (le groupe sujet grammatical), le prédicat (le groupe verbal grammatical) et le connecteur logique (propositionnel), ce dernier exprimant le type de relation qui existe entre le particulier et le prédicat. Il ajoute un autre élément contenu dans la proposition, le quantificateur, qui quantifie le particulier de deux façons : soit en le rendant universel (pour tous les particuliers) ou en le rendant existentiel (il existe au moins un particulier). Par l’application de l’analyse logique au langage, Russell parvient à résoudre certaines propositions ambigües et problématiques soulevées antérieurement et auxquelles on n’avait apporté que peu ou pas de réponses satisfaisantes.   
Russell analyse entre autres l'exemple de la proposition L’actuel roi de France est chauve, puisqu’elle donne l’impression de n’avoir aucune signification. En fait, elle semble affirmer d’une entité qu’elle existe alors qu’elle n’existe pas. Autrement dit, le sujet de la phrase semble avoir une référence dans le monde réel alors que ce n'est pas le cas. La phrase présuppose donc qu’il existe actuellement un roi de France, ce qui est faux, puis affirme qu’il n’y en a qu’un seul et qu’il est chauve. Exprimée dans le langage naturel, cette phrase apparaît problématique, car il est difficile de déterminer si elle a une signification ou non, et le cas échéant, de déterminer si la phrase est vraie ou fausse. Une autre partie de la difficulté réside dans le fait que l’élément est chauve, identifié comme le prédicat, semble être intégré dans le sujet L’actuel roi de France.
En réduisant la phrase à sa structure logique et élémentaire, l’analyse russellienne résout en partie le problème en montrant que l’existence présupposée est induite par l’apparence trompeuse du langage ordinaire. D’abord, on brise la relation d’implication qui existe entre le sujet et le prédicat, qui donne la fausse impression que le prédicat est chauve est un élément interne à la définition du sujet L’actuel roi de France. La rupture de la relation entre le sujet et le prédicat est une conséquence de la décomposition logique de la proposition en ses atomes. Celle-ci peut alors s’exprimer sous la forme logique d’une fonction propositionnelle f(x), où f est une fonction prédicative qui exprime une propriété à propos d’un objet x (le sujet de la phrase), et où x est un argument qui désigne un objet x particulier. On introduit ensuite un quantificateur existentiel dans la fonction, qui quantifie l’argument x en lui attribuant une existence et qui permet conséquemment de résoudre l’ambiguïté de la présupposition d’existence du sujet de la phrase.
Notons que le quantificateur existentiel définit une relation à l’intérieur même de la proposition et qu’il doit être appliqué en premier lieu de l’analyse logique, car c’est précisément lui qui permet de passer d’une simple fonction sans référence et dénuée de sens, à une proposition complète (ayant un sens ou une signification). C’est que le quantificateur, en rendant effective la présupposition d’existence du sujet de la phrase, offre par la même au sujet une référence dont il était auparavant dépourvu. La phrase peut alors être analysée correctement, permettant ainsi d’attribuer une valeur de vérité à la proposition.
L’analyse de la phrase devient donc possible et permet d’obtenir les termes suivants : (1) il existe un x et un seul, tel que (2) x est l’actuel roi de France, et (3) x a la propriété f, c’est-à-dire celle d’être chauve. Par conjonction de ces termes, on constate que la phrase L’actuel roi de France est chauve est fausse puisque (1) est faux, et ce, parce qu’il n’existe pas d’actuel roi de France. Autrement dit, le sujet de la phrase dont l’existence est présupposée par la description définie n’a pas de référence réelle.  

## Dans d'autres domaines
Plus généralement, une présupposition est une hypothèse de départ : « La recherche scientifique se fonde sur des présuppositions ». On peut aussi la définir comme une supposition préalable, une hypothèse non confirmée.

### En rhétorique
En rhétorique, ce procédé peut être une forme de manipulation plus ou moins subtile, surtout sous forme de question. Par exemple, la question « Avez-vous arrêté de battre votre femme ? » présuppose que l'interlocuteur battait sa femme. La langue française ne prévoit pas de réponse simple dans le cas contraire. Si l'interlocuteur ne battait pas sa femme, ou encore s'il n'a pas de femme, les deux réponses standard à ce qui semble une question fermée, « oui » et « non », sont inappropriées :
- « oui » implique qu'il a une femme et qu'il la battait ;
- « non » implique qu'il a une femme, qu'il la battait et qu'il continue de le faire.

Ainsi, la simple formulation de la question exclut une partie des situations possibles, mettant l'interlocuteur dans une situation inconfortable. Le mot Mu est une réponse appropriée à ce type de question. De tradition japonaise, ce concept est aujourd'hui également répandu en occident, occupant même une place centrale dans le livre Gödel, Escher, Bach : Les Brins d'une Guirlande Éternelle récompensé d'un Pulitzer. Cette diffusion occidentale reste cependant relativement confidentielle, loin d'être une pratique populaire, la plupart des locuteurs en ignore l'existence.